# Monte Vulture
De Monte Vulture (1327 m) is een uitgedoofde vulkaan in het noordoosten van de Zuid-Italiaanse regio Basilicata, in de provincie Potenza.
De berg ,maakt geen deel uit van de Apennijnse bergketen. Op een hoogte van ongeveer 660 meter liggen de twee meren van Monticchio op de plaats waar ooit de hoofdkrater lag. De vulkaan is ongeveer een miljoen jaar oud, maar de laatste activiteit was 40000 jaar geleden. 
De belangrijkste plaatsen aan de voet van de Vulture zijn: Melfi, Rionero in Vulture en Atella. 
Op de hellingen van de vulkaan wordt veel fruit gekweekt en groeit de druif waarvan de rode wijnsoort Aglianico del Vulture wordt gemaakt. 